# Раевский, Григорий Николаевич
Григорий Николаевич Раевский (1911—1944) — советский военнослужащий. Участник Великой Отечественной войны. Герой Советского Союза (1944). Ефрейтор.

## Биография
Григорий Николаевич Раевский родился 4 сентября 1911 года в селе Харьково Павловской волости Барнаульского уезда Томской губернии Российской империи (ныне село Павловского района Алтайского края Российской Федерации) в семье крестьянина Николая Дмитриевича Раевского. Русский. Окончил начальную школу в родном селе. Работал в колхозе. После женитьбы Григорий Николаевич переехал в соседнее село Барсуково, где до призыва на военную службу работал десятником Тальменского участка лесосплава.
В ряды Рабоче-крестьянской Красной Армии Г. Н. Раевский был призван Тальменским районным военкоматом Алтайского края 25 июля 1941 года. В боях с немецко-фашистскими захватчиками красноармеец Г. Н. Раевский с августа 1941 года на Западном фронте. Боевое крещение принял в боях на Смоленской дуге в ходе Смоленского сражения. На Центральном фронте Григорий Николаевич не позднее октября 1943 года в должности командира отделения 2-го стрелкового батальона 744-го стрелкового полка 149-й стрелковой дивизии 65-й армии. Ефрейтор Раевский участвовал в боях на плацдарме на правом берегу реки Сож южнее Шарпиловки. Особо отличился при форсировании реки Днепр в районе села Лоев Гомельской области Белорусской ССР.
С конца сентября 1943 года подразделения 65-й армии вели тяжёлые бои на плацдармах на правом берегу Сожа. Противник стянул в междуречье Сожа и Днепра крупные силы, и развить успех на этом направлении частям армии не удалось. В сложившихся условиях командованием армии было принято решение нанести удар по наименее защищённому участку Восточного вала, форсировав реку Днепр в районе села Лоев. Для этого была скрытно осуществлена перегруппировка 18-го и 27-го стрелковых корпусов армии. В ночь на 15 октября 1943 года 149-я стрелковая дивизия 18-го стрелкового корпуса заняла исходные позиции на рубеже село Радуль — озеро Святое. На рассвете 15 октября штурмовые отряды дивизии форсировали Днепр и завязали бои на его правом берегу. Перед 744-м стрелковым полком, действовавшим во втором эшелоне дивизии, была поставлена задача с наступлением темноты форсировать водную преграду и выбить противника, препятствовавшего расширению захваченного передовыми отрядами дивизии плацдарма, с выгодных рубежей обороны. В ночь с 15 на 16 октября 1943 года ефрейтор Г. Н. Раевский с несколькими бойцами своего отделения под ураганным огнём противника на рыбацкой лодке переправился на правый берег Днепра. Сходу ворвавшись в траншею противника, советские бойцы в ожесточённо рукопашной схватке сломили сопротивление немцев и, заняв оборону, прикрыли переправу основных сил полка. Использовав успех группы Раевского, 744-й стрелковый полк форсировал Днепр, нанёс большой урон противнику на плацдарме и обеспечил успешное выполнение боевой задачи дивизии.
25 октября 1943 года командир полка подполковник Иван Акимович Таран представил ефрейтора Г. Н. Раевского к званию Героя Советского Союза.
Указом Президиума Верховного Совета СССР «О присвоении звания Героя Советского Союза генералам, офицерскому, сержантскому и рядовому составу Красной Армии» от 15 января 1944 года за «образцовое выполнение боевых заданий командования на фронте борьбы с немецкими захватчиками и проявленными при этом отвагу и геройство» удостоен звания Героя Советского Союза. Получить высокую награду ему было не суждено. После успешного завершения Гомельско-Речицкой операции 149-я стрелковая дивизия была передана в состав 13-й армии 1-го Украинского фронта и принимала участие в Житомирско-Бердичевской операции. В бою на юго-восточной окраине города Новограда-Волынского 2 января 1944 года ефрейтор Г. Н. Раевский погиб смертью храбрых, по некоторым данным бросившись со связкой гранат под гусеницы немецкого танка. Место захоронения Г. Н. Раевского неизвестно.

## Награды
- Медаль «Золотая Звезда» (15.01.1944);
- орден Ленина (15.01.1944).

## Память
- Именем Героя Советского Союза Г. Н. Раевского названа улица в селе Павловск Алтайского края.
- Мемориальные доски в честь Героя Советского Союза Г. Н. Раевского установлены в сёлах Барсуково и Речкуново Тальменского района Алтайского края.
- Имя Героя Советского Союза Г. Н. Раевского увековечено на мемориале Славы в городе Барнауле.

## Документы
- Общедоступный электронный банк документов «Подвиг Народа в Великой Отечественной войне 1941—1945 гг.» Дата обращения: 22 сентября 2013. Архивировано из оригинала 11 мая 2017 года.

Представление к званию Героя Советского Союза и указ ПВС СССР о присвоении звания.
- Обобщённый банк данных «Мемориал». Архивировано из оригинала 10 мая 2012 года.

ЦАМО, ф. 58, оп. 977521, д. 313.
ЦАМО, ф. 58, оп. 977525, д. 90.
ЦАМО, ф. 58, оп. 977534, д. 1.